# Hilleria
Hilleria es un género  de plantas fanerógamas perteneciente a la familia las fitolacáceas. Comprende 16 especies descritas y de estas, solo 3 aceptadas.

## Taxonomía
El género fue descrito por José Mariano da Conceição Vellozo y publicado en Florae Fluminensis, seu, Descriptionum plantarum parectura Fluminensi sponte mascentium liber primus ad systema sexuale concinnatus 47. 1825[1829]. La especie tipo es: Hilleria elastica Vell. 

## Especies aceptadas
A continuación se brinda un listado de las especies del género Hilleria aceptadas hasta mayo de 2015, ordenadas alfabéticamente. Para cada una se indica el nombre binomial seguido del autor, abreviado según las convenciones y usos.	 
- Hilleria latifolia H.Walter
- Hilleria longifolia Heimerl
- Hilleria secunda H.Walter